# Tabriz
Tabriz este un oraș din Iran și reședința Provinciei Azerbaidjanul de Est.

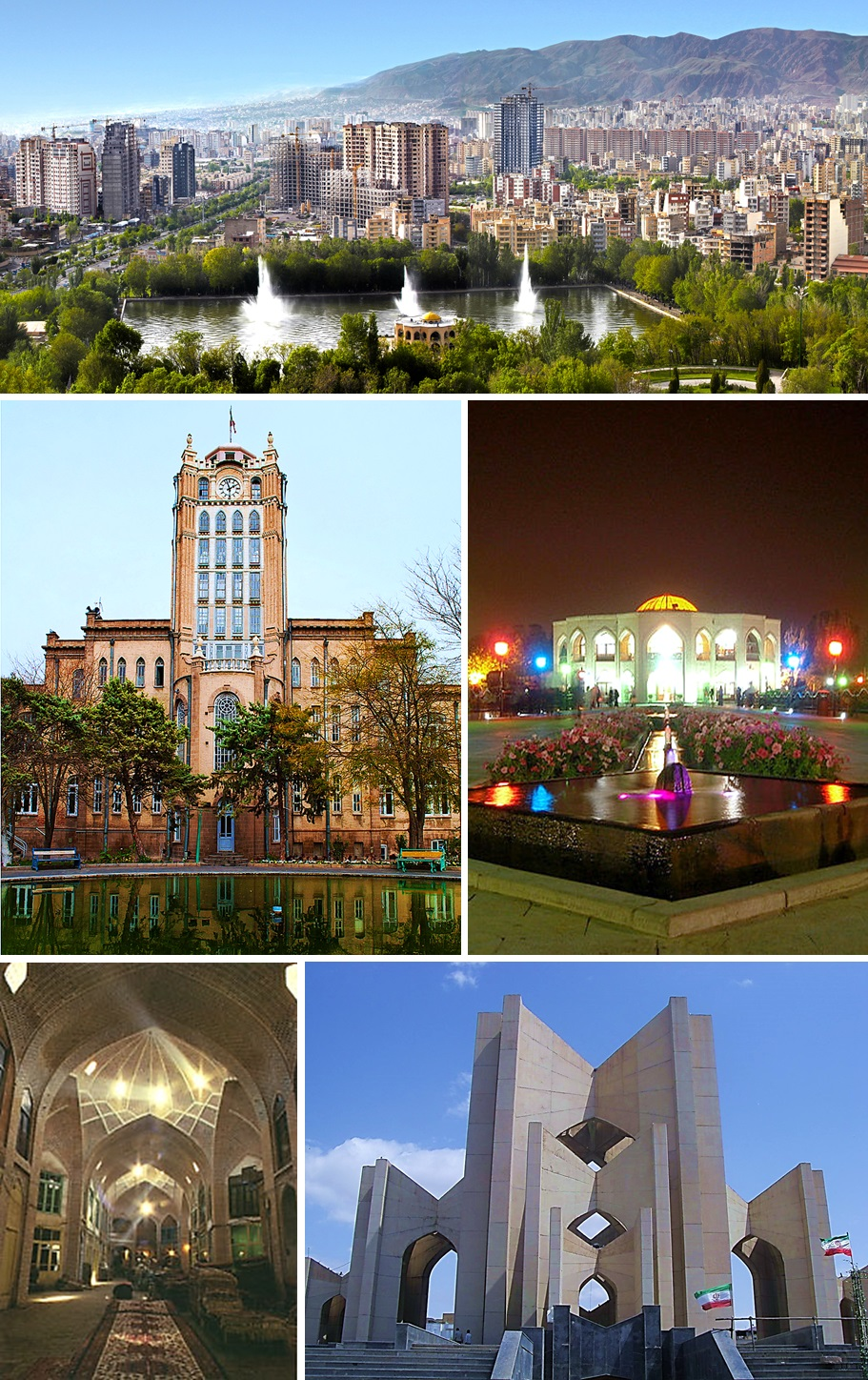